# 康捷 (厄尔省)
康捷（法語：Cantiers，法語發音：[kɑ̃tje]）是法国厄尔省的一个旧市镇，位于该省东部，属于莱桑德利区。2016年1月1日，康捷和相邻的另外13个市镇合并为新市镇埃普特河畔韦克桑（Vexin-sur-Epte）。

## 地理
康捷（49°14'5"N, 1°35'7"E）面积2.28 平方千米，位于法国诺曼底大区厄尔省，该省份为法国北部内陆省份，北起滨海塞纳省，西接奧恩省和卡爾瓦多斯省，南至厄尔-卢瓦省，东临瓦兹省、瓦兹河谷省和伊夫林省。
与康捷接壤的市镇（或旧市镇、城区）包括：欧特韦尔讷、卡艾涅、韦克桑地区丰特奈、吉特里、穆夫莱讷。

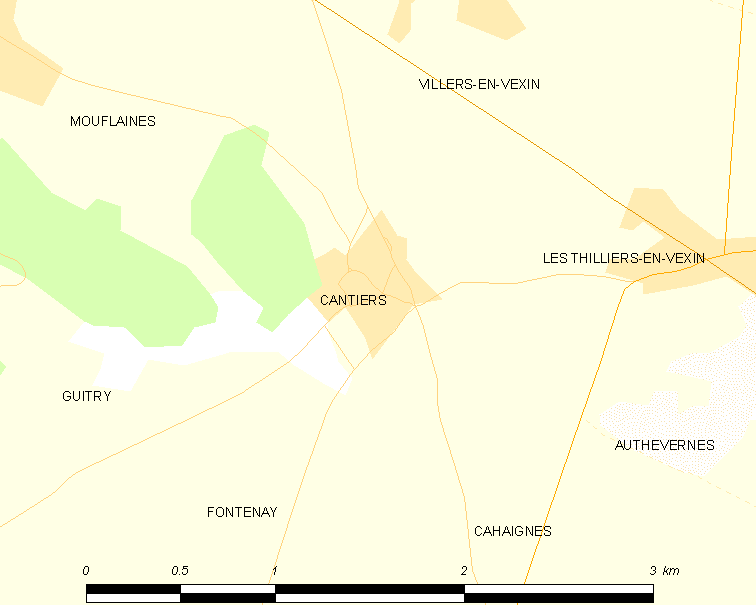
的OSM定位图

康捷的时区为UTC+01:00、UTC+02:00（夏令时）。

## 行政
康捷的邮政编码为27420，INSEE市镇编码为27128。

## 政治
康捷所属的省级选区为莱桑德利县。

## 人口

1962-2008年间人口变化图示

康捷于2018年1月1日时的人口数量为226人。